# Талуц, Герман Германович
Герман Германович Талуц (1928—2000) — советский учёный и педагог в области физики, доктор физико-математических наук (1976), профессор (1979). Заслуженный деятель науки Российской Федерации (1998).

## Биография
Родился 24 ноября 1928 года в Свердловске в семье инженера-лесотехнолога.
В 1946 году окончил среднюю школу в Свердловске. С 1946 по 1951 годы проходил обучение на физико-математическом факультете Уральского государственного университета, который окончил с отличием. С 1951 по 1953 годы обучался в аспирантуре Института физики металлов АН СССР.
С 1953 года работал в Институте физики металлов АН СССР на должностях — лаборанта и младшего научного сотрудника теоретического отдела. В 1959 году защитил кандидатскую диссертацию по теме: «Некоторые вопросы квантовой теории коллективных движений в твёрдом теле». С 1965 по 2000 годы помимо научной занимался и педагогической деятельностью являясь преподавателем и профессором физического факультета Уральского государственного университета, читал курс лекций по теории твёрдого тела, нелинейной механике, общей физике и электродинамике. В 1976 году Г. Г. Талуц защитил диссертацию на соискание учёной степени доктора физико-математических наук по теме: «Исследование по теории ангармонических эффектов в кристаллах», в 1979 году ему было присвоено учёное звание — профессора.
С 1980 по 1998 годы являлся заведующим отделом высоких давлений и одновременно с 1982 по 1991 годы — заместителем директора по научной работе Института физики металлов имени М. Н. Михеева УрО РАН, был членом Научного совета по физике металлов и сплавов Российской академии наук и членом Учёного совета основных институтов Уральского отделения Российской академии наук. Основная научно-исследовательская деятельность Г. Г. Талуца была связана с физикой и техникой высоких давлений и теорией твёрдого тела, основные научные работы были посвящены изучению влияние водорода на структурные состояния в титановых сплавах, а также изучению фазовых переходов в металлах и сплавах, вызываемых действием высоких статических и динамических давлений.
В 1989 году Постановлением ЦК КПСС и Совета Министров СССР «за работы в области физики твёрдого тела и конструкционных материалов» Г. Г. Талуц был удостоен Премии Совета Министров СССР.
30 июня 1998 года Указом Президента России «за заслуги в научной деятельности» Г. Г. Талуц был удостоен почётного звания — Заслуженный деятель науки Российской Федерации.
Скончался 30 декабря 2000 года в Екатеринбурге. Похоронен на Сибирском кладбище.

## Награды
- Орден Дружбы народов (1983)

### Звания
- Заслуженный деятель науки Российской Федерации (1998[3])

### Премии
- Премия Совета Министров СССР (1989 — «за работы в области физики твёрдого тела»)